# 濱田理恵
濱田 理恵（はまだ りえ、3月4日 - ）は、日本のシンガーソングライター、作曲家・作詞家。歌手名としてはダリエ（Darie）を使っている。大阪府出身。武蔵野美術大学卒業。主にNHKなどでの子供向け番組の音楽やCM音楽の分野で活動する。また自らキーボードなどでレコーディングに参加している。

## 主な楽曲
- いないいないばあっ!（NHK教育）
  - いないいないばあっ!（作曲）
  - いないいないばあっ!〜音楽の国〜（作詞・作曲）
  - ちびっこマンたいそう（作曲）
  - うれしいな ありがとう（作曲）
  - おはなししたいの　だあれ？（作詞・作曲）
  - 月までシャンプー（作曲）
  - ともだちハハハ（作曲）
  - おふろでチャップン（作詞・作曲）
  - つんつんぽったん（作詞）
  - とんとんトマトちゃん（作曲。作詞は、きらけいぞうと共作）
  - きらりらきらりん（作詞・作曲）
  - ねこねこしゃんしゃん（作詞・作曲）
  - ピーポポパッたら電話（作詞・作曲）
- おかあさんといっしょ
  - もぐらトンネル（作・編曲）
  - ちょーちっちゃいはなし（作・編曲）
  - くりとくり（作曲）
  - どんがらどんどんどらやき!（作詞・作曲）
- おかあさんといっしょ あそびだいすき!
  - カエルのうがい（作曲）
  - アワアワくん（作曲）
- おジャ魔女どれみドッカ〜ン!
  - だいすきな絵本とママのうた（歌：大谷育江）
  - だもんね! ハナちゃん（歌：大谷育江）
- ぼくの地球を守って
  - 夢のすみか（ラジオ番組エンディングテーマ曲）
  - Psychic Flew
- ママレード・ボーイ
  - 笑顔に会いたい（オープニングテーマ曲）
  - Friend Ship
  - 夏の蝶
  - もういちど春が来るまえに
  - あなたにおやすみ
- ホーカシャン（伊藤ヨタロウとのユニット）
  - 薔薇より赤い心臓の歌
  - 憂鬱なチェリーボーイ
  - まぼろよつむぎ
  - 薔薇より赤い心臓の歌（望郷編）
  - 風の人

## アルバム
- 無造作に愛しなさい。（1989年、METROTRON RECORDS）
- Darie（1998年、BIOSPHERE RECORDS）
- 光冠（2000年、BIOSPHERE RECORDS）
- ダリエ百葉窓（2014年）

## 参加作品
- ムーンライダーズ
  - 「ボクハナク」他（コーラス:アルバム『DON'T TRUST OVER THIRTY』収録）
  - 「ただ ぼくがいる」（ピアノ:アルバム『ムーンライダーズの夜』収録）
  - 「最後の木の実」（アコーディオン:アルバム『ムーンライダーズの夜』収録）
  - 「狂犬」（ピアノ:アルバム『Bizarre Music For You』収録）
- カーネーション「Surfin Life」（コーラス:アルバム『GONG SHOW』収録）
- GRANDFATHERS「SOY BOYの悩み」（コーラス:アルバム『BBB』収録）
- BUCK-TICK「ドレス」（コーラス:シングル、アルバム『darker than darkness -style 93-』収録）
- 矢口博康のバンド『ガストロミクス』にも参加。